# Struktura dywizjonalna
Struktura dywizjonalna w organizacji jest zmodyfikowaną strukturą liniowo-sztabową, ze zdecentralizowanymi segmentami o wysokim stopniu kompetencji. Charakteryzuje się ona grupowaniem oraz integracją komórek organizacyjnych w duże, niezależne (autonomiczne) jednostki organizacyjne (określane mianem: dywizjonów, sektorów, segmentów, kompleksów czy zakładów). Są one odpowiedzialne za dany wyrób lub grupę asortymentową, albo też za grupę odbiorców (wyodrębnioną na podstawie kryterium geograficznego lub typu działalności). Jednostki organizacyjne są wyodrębniane na podstawie różnych kryteriów, najczęściej są to: rynki geograficzne, grupy wyrobów lub grupy odbiorców.
Struktury dywizjonalne są charakterystyczne dla transnarodowych koncernów, które w swej działalności muszą uwzględniać specyfikę rynków krajowych, np. odmienne warunki prawne, kulturowe i gospodarcze. Wówczas kierowanie z poziomu centrali przedsiębiorstwa całością czy nawet większością spraw oddziału byłoby utrudnione. Przekazanie kompetencji wiąże się z utworzeniem ośrodków zysków w zdecentralizowanej strukturze wielonarodowego przedsiębiorstwa, działających w dużej mierze samodzielnie.
Całością takiego dywizjonalnego systemu kieruje centrala, która z reguły zatrzymuje dla siebie takie funkcje, jak: gospodarka inwestycyjna, gospodarka kadrami kierowniczymi, gospodarka finansami, badania i rozwój (B+R), marketing czy organizacja eksportu i importu. Sprawowane przez centralę funkcje zapewniają skoordynowane i jednolite działania całego systemu. Poszczególne segmenty w strukturze dywizjonalnej mogą mieć strukturę sztabowo-liniową lub inną – odpowiednią do specyficznych warunków działania.
Wyodrębnienie w przedsiębiorstwach posługujących się typem struktury dywizjonalnej wielu kompleksowych, ustawionych równorzędnie w strukturze organizacyjnej dywizjonów, kierowanych przez samodzielnych dyrektorów, staje się w praktyce wyrazem decentralizacji uprawnień i odpowiedzialności oraz koncentracji w rękach najbardziej kompetentnych osób wszystkich funkcji kierowniczych. W związku z tym naczelne kierownictwo przedsiębiorstwa odciążone jest od odpowiedzialności za przebieg procesów wytwórczych w poszczególnych dywizjonach, a dzięki temu może skoncentrować swoje wysiłki na strategicznych problemach całego koncernu, zajmując się opracowywaniem strategii.
Połączenie koncepcji struktury macierzowej (dwuwymiarowej – sprawowane funkcje i przedsięwzięcia) ze strukturą dywizjonalną umożliwia wyodrębnienie trzeciego wymiaru, jakim jest region działania organizacji. To wymaga stworzenia organizacyjnej struktury hybrydowej. To oznacza, że dla skoordynowania działalności koncernu w ujęciu przestrzennym powoływany jest trzeci rodzaj kierowników, tzw. kierowników regionów.